# Stepanivka, Zdolbuniv
Stepanivka (în ucraineană Степанівка) este un sat în comuna Kopîtkove din raionul Zdolbuniv, regiunea Rivne, Ucraina.

## Demografie
Componența lingvistică a localității Stepanivka
     Ucraineană (97,63%)
     Rusă (2,37%)
Conform recensământului din 2001, majoritatea populației localității Stepanivka era vorbitoare de ucraineană (97,63%), existând în minoritate și vorbitori de rusă (2,37%).